# OFKピリン・ブラゴエヴグラト

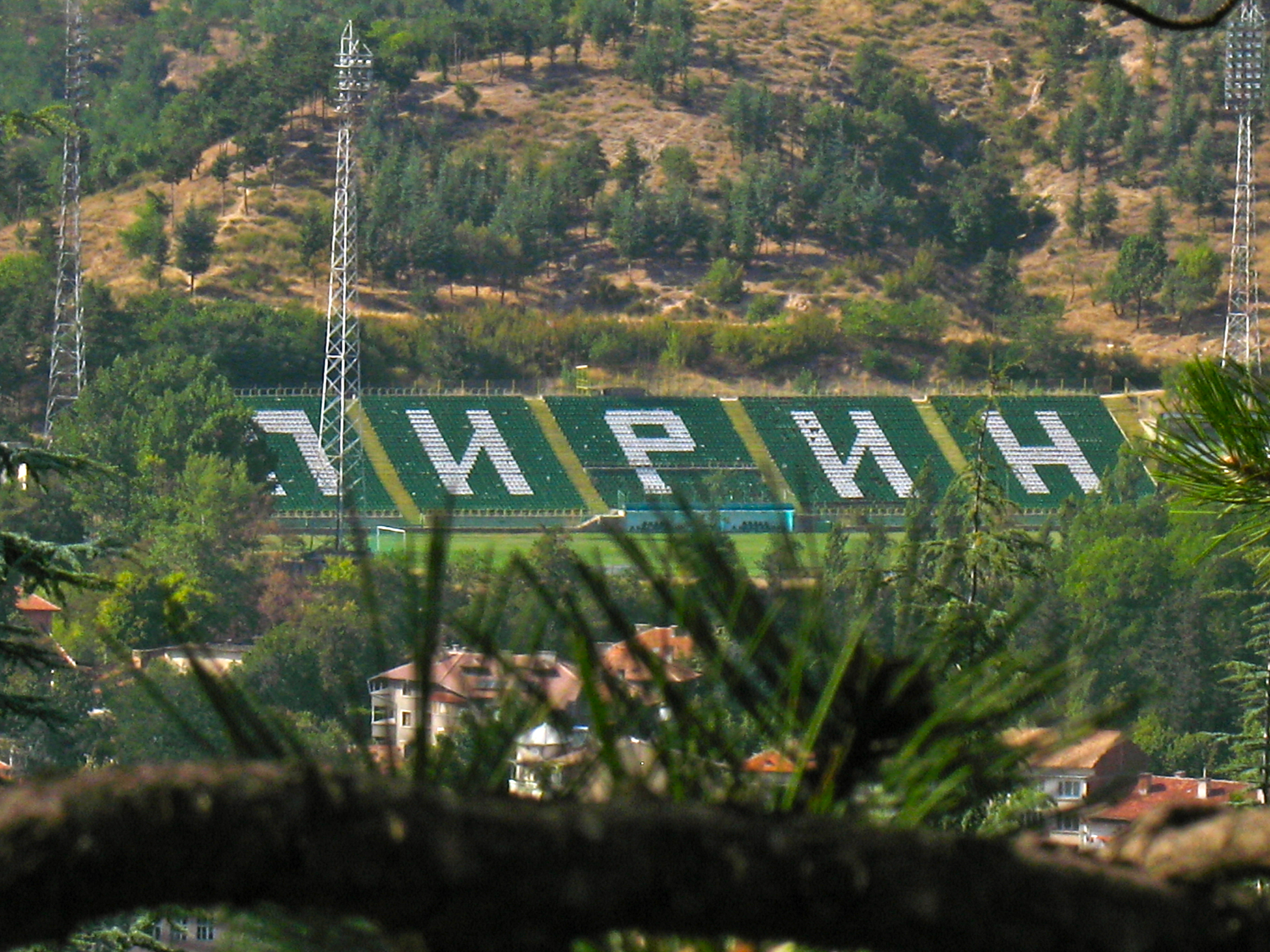
フリスト・ボテフ・スタジアム

OFKピリン・ブラゴエヴグラト（ОФК Пирин Благоевград）は、ブルガリアのブラゴエヴグラトをホームタウンとするサッカークラブである。

## 歴史
FKピリンは1922年にブラゴエヴグラトで創設された。当時、ブラゴエヴグラトではいくつかのアマチュア組織が誕生した。別の見方では、ティチャとレヴスキが合併し、1934年に創設されたボテフがピリンの基になったと考えられている。SKボテフは1937年にマケドンスカ・スラヴァを2-1で破り、地域のチャンピオンになった。クラブは後にマケドンスカ・スラヴァと合併し、クラブ名はユーリイ・デルメンジエフとなった。1970年にピリンに改称した。
1973-74シーズンにトップディビジョンデビューを飾った。1979年にインタートトカップでグループの勝者となった。1984-85シーズンはリーグ戦で5位になり、初めてUEFAカップの出場権を獲得した。1994年にブルガリア・カップで準優勝、同優勝のレフスキ・ソフィアがリーグ優勝したため、代わりにUEFAカップウィナーズカップ 1994-95に出場した。
クラブは財政問題が深刻化し、2005-06シーズンの第2節を終えた後、リーグから除外された。チームはアマチュアリーグで3年間を過ごし、2008年に2部リーグに昇格した。同年12月にトップディビジョン所属のPFKピリン・ブラゴエヴグラトと合併し、トップディビジョンに参加した。
2010-11シーズンは財政問題を抱えながらも、トップディビジョン残留を果たし、ブルガリア・カップでも準決勝に進出した。しかし、2011年6月9日にブルガリアサッカー連合の執行委員会は、税金の滞納、選手や従業員への給料未払い等を理由に2011-12シーズンのライセンスを付与しないことを発表し、ピリンはアマチュアリーグである3部リーグに降格することが決定した。2015年5月30日、4年ぶりとなるトップディビジョン復帰を決めた。

## タイトル

### 国内タイトル
- セカンドリーグ：1回
  - 2020-21

### 国際タイトル
- なし

## 過去の成績
| シーズン | ディビジョン     | ディビジョン | ディビジョン | ディビジョン | ディビジョン | ディビジョン | ディビジョン | ディビジョン | ディビジョン | ブルガリア・カップ |
| シーズン | リーグ           | 順位         | 試           | 勝           | 分           | 敗           | 得           | 失           | 点           | ブルガリア・カップ |
| -------- | ---------------- | ------------ | ------------ | ------------ | ------------ | ------------ | ------------ | ------------ | ------------ | ------------------ |
| 2016-17  | ファーストリーグ | 10位         | 32           | 12           | 7            | 13           | 41           | 44           | 43           | 準々決勝敗退       |
| 2017-18  | ファーストリーグ | 14位         | 32           | 7            | 9            | 16           | 29           | 42           | 30           | 1回戦敗退          |
| 2018-19  | セカンドリーグ   | 13位         | 30           | 9            | 4            | 17           | 29           | 49           | 31           | 1回戦敗退          |
| 2019-20  | セカンドリーグ   | 11位         | 20           | 6            | 7            | 7            | 24           | 29           | 25           | 予選敗退           |
| 2020-21  | セカンドリーグ   | 1位          | 30           | 20           | 5            | 5            | 66           | 26           | 65           | ベスト32           |
| 2021-22  | ファーストリーグ | 12位         | 32           | 9            | 6            | 17           | 40           | 53           | 33           | ベスト16           |
| 2022-23  | ファーストリーグ | 位           |              |              |              |              |              |              |              |                    |

## 欧州の成績
| シーズン | 大会                       | ラウンド | 対戦相手       | ホーム | アウェー | 合計 |  |
| -------- | -------------------------- | -------- | -------------- | ------ | -------- | ---- |  |
| 1985-86  | UEFAカップ                 | 1回戦    | ハンマルビー   | 1-3    | 0-4      | 1-7  |  |
| 1994-95  | UEFAカップウィナーズカップ | 予備予選 | シャーン       | 3-0    | 1-0      | 4-0  |  |
| 1994-95  | UEFAカップウィナーズカップ | 1回戦    | パナシナイコス | 0-2    | 1-6      | 1-8  |  |

## 現所属メンバー
2022年10月20日現在
注：選手の国籍表記はFIFAの定めた代表資格ルールに基づく。
| No. | Pos. |            | 選手名                   |
| --- | ---- | ---------- | ------------------------ |
| 1   | GK   | ブルガリア | マリオ・キレフ           |
| 2   | DF   | 日本       | 会津雄生                 |
| 3   | DF   | ブルガリア | ペタル・ザネフ           |
| 5   | DF   | ブルガリア | ニコライ・ボドゥロフ ()  |
| 6   | DF   | ブルガリア | ユリアン・ポペフ         |
| 7   | FW   | ブルガリア | キタン・ヴァシレフ       |
| 8   | MF   | ブルガリア | エミル・ヤンチェフ       |
| 9   | FW   | ブルガリア | プレスラフ・ヨルダノフ   |
| 10  | MF   | ブルガリア | スラフチョ・ショコラロフ |
| 11  | FW   | ブルガリア | アンドレイ・ヨルダノフ   |
| 12  | GK   | ウクライナ | マクシム・コヴァリョフ   |
| 13  | DF   | ブルガリア | カロヤン・トドロフ       |
| 16  | DF   | ブルガリア | ヴェルギル・ヤネフ       |

| No. | Pos. |            | 選手名                         |
| --- | ---- | ---------- | ------------------------------ |
| 18  | MF   | ブルガリア | マルティン・スモレンスキ       |
| 19  | DF   | ウクライナ | ヴャチェスラフ・ヴェリェフ     |
| 20  | MF   | ラトビア   | Cebrail Makreckis              |
| 21  | GK   | ブルガリア | ヤンコ・ゲオルギエフ           |
| 23  | MF   | 日本       | 高橋一輝                       |
| 25  | DF   | ブルガリア | イリアン・コストフ             |
| 26  | MF   | ブルガリア | イヴァン・タセフ               |
| 29  | FW   | ブルガリア | スタニスラフ・コストフ         |
| 31  | DF   | ブルガリア | クラシミル・スタノエフ         |
| 38  | DF   | ブルガリア | アレクサンダル・ジュルゲロフ   |
| 45  | DF   | ブルガリア | フリストフォル・フブチェフ     |
| 73  | MF   | ブルガリア | ヴェンツィスラフ・ベンギュゾフ |

## 歴代所属選手
- ニコラ・コヴァチェフ 1950-1954
- ディミタール・ベルバトフ
- エリン・トプザコフ 1999